# اقدام اقلیمی
اقدام اقلیمی (انگلیسی: Climate action) یا اقدام برای تغییر اقلیم، به مجموعه‌ای از فعالیت‌ها، مکانیسم‌ها، ابزارهای کاربردی امر سیاست و غیره اشاره دارد. هدف این فعالیت‌ها کاهش شدت تغییرات اقلیمی ناشی از کنش‌های انسان و تأثیرات آن بر اقلیم است. اقدامات بیشتر اقلیمی خواسته اصلی جنبش تغییرات اقلیمی است. انفعال و بی‌عملی در این زمینه تغییراتی را در پی نخواهد داشت.

## چند نمونه از اقدامات اقلیمی
- اقدام تجاری در مورد تغییرات اقلیمی
- سازگاری با تغییرات اقلیمی
- کاهش تغییرات اقلیم
- امور مالی اقلیم
- جنبش آب و هوا - اقدامات سازمان‌های غیردولتی
- اقدام فردی در مورد تغییرات اقلیم
- سیاست تغییر اقلیم

## موانع دستیابی به اقدام اقلیمی
- مانع تراشی برای حامیان محیط زیست
- انکار تغییرات اقلیم
- پوشش رسانه‌ای تغییر اقلیم
- روان‌شناسی انکار تغییر اقلیم